# Kiss or Kill (album)
Kiss or Kill è l'album di debutto del gruppo hard rock statunitense Endeverafter, pubblicato il 30 ottobre 2007.

## Tracce
1. I Wanna Be Your Man – 3:26
2. Baby Baby Baby – 4:14
3. Gotta Get Out – 4:04
4. Poison – 4:14
5. Next Best Thing – 5:18
6. Tip of My Tongue – 4:06
7. Road to Destruction – 5:41
8. All Night – 3:35
9. Slave – 3:44
10. From the Ashes of Sin – 4:09
11. Long Way Home – 6:14

## Formazione
- Michael Grant - voce, chitarra solista
- Kristan Mallory - chitarra ritmica
- Tommi Andrews - basso
- Eric Humbert - batteria